# Shopping.com
Shopping.com é um serviço de comparação de preços pertencente ao eBay desde 2005. Foi fundado em Israel em 1998 como DealTime por Dr. Nahum Sharfman [en] e Amir Ashkenazi [en] e mudou seu nome para Shopping.com em 2003. O serviço permite aos usuários pesquisar produtos e ver ofertas de diferentes vendedores online. Também oferece avaliações de produtos e serviços, guias de compras e ferramentas de marketing para os comerciantes.

## História
Foi fundado em 1998 como DealTime.com por um grupo de empreendedores israelenses liderados por Nachum Sharfman. O site era um dos primeiros a oferecer comparação de preços e avaliações de produtos na internet. Em 2000, o site recebeu um investimento de cinquenta milhões de dólares do fundo de capital de risco Benchmark Capital. Em 2003, mudou seu nome para Shopping.com e adquiriu o domínio homônimo por 7,5 milhões de dólares. Em 2004, fez sua oferta pública inicial na bolsa de valores Nasdaq e arrecadou 124 milhões de dólares. Em 2005, foi comprado pelo eBay por 620 milhões de dólares. Desde então, o site faz parte do grupo eBay e opera em vários países, incluindo Brasil, Estados Unidos, Reino Unido, França, Alemanha e Austrália.
Após contratar uma equipe de gestão composta por executivos de alto nível de outros setores, a DealTime expandiu-se rapidamente em 2000, estabelecendo uma importante parceria com a empresa de mídia Bertelsmann, lançando versões do seu site original em lingua inglesa para os mercados britânico, alemão, espanhol e japonês, e comprando a Digital Jones, um site especializado em orientação de produtos. Contudo, entre 2000 e 2001, ficou claro que a operação estava gerando um grande prejuízo e que eram necessárias mudanças radicais. Três rodadas de demissões feitas em 2001 e 2002 reduziram a equipe para cerca de cento e cinquenta; as versões japonesa e alemã foram encerradas no final de 2001, assim como os planos para uma abertura de capital antecipada, e a Digital Jones foi arquivada. Ademais, um número cada vez maior de comerciantes divulgados no site da DealTime passou a ter que pagar por esse serviço ou ser excluída; algumas categorias de produtos rentáveis passaram a ser restritas a comerciantes pagantes. Em 2002, foi introduzido um novo sistema de leilão, no qual o comerciante que fizesse a maior oferta ganhava uma posição mais elevada na página padrão de resultados da comparação de preços (os consumidores podiam sempre classificar por preço ou avaliação). Todas essas alterações possibilitaram que a empresa alcançasse lucratividade pela primeira vez em 2003.
Em abril de 2009, o empresário Nahum Sharfman, de 61 anos, e sua esposa Nava morreram em um acidente aéreo na Grécia.